# Jerom (stripreeks)
Jerom is een Belgische stripreeks, oorspronkelijk van de hand van Willy Vandersteen, en  later overgenomen door Paul Geerts. Het is een spin-off van de stripreeks Suske en Wiske en gaat over de figuur Jerom, ook bekend als de 'sterkste man van het westelijk halfrond'.
De albumomslagen van de eerste Jerom-reeks hebben vanaf album 11 precies dezelfde vormgeving als de rode Suske en Wiske-albums uit die tijd, maar de kleur is dan groen. Voor de reeks De wonderbare reizen van Jerom is die kleur oranje.

## Geschiedenis 1960-1982
De reeks Jerom is opvallend soberder dan Suske en Wiske. Er staat minder tekst in de ballonnen, de verhaallijnen lijken zich trager te ontwikkelen, de lijnen zijn dikker en de serie mist de subtiliteiten van Suske en Wiske. Dat komt omdat de Jerom-strip in een sneltreintempo afgewerkt werd voor de Duitse markt (waar de serie gekend is als Wastl). Tijdens de hoogtijdagen verscheen er zelfs een verhaal per week, vaak eerst in het Duits en pas dan in het Nederlands. Het merendeel van de Duitse verhalen zijn zelfs nooit in het Nederlands vertaald. Uiteindelijk telde de 'groene' Jerom-serie 95 verhalen, waarvan het laatste verscheen in 1982, terwijl in de Duitse reeks 265 verhalen waren verschenen.

### Personages uit Suske en Wiske
Uit de Suske en Wiske-stripreeks komen naast Jerom ook de figuren Tante Sidonia en professor Barabas in deze serie terug. Ook komt Krimson voor in deze serie, de andere (hoofd)personages uit Suske en Wiske komen echter niet voor in de Jerom-strips. Professor Barabas krijgt er een assistente bij, Sylvia. 

### Inhoud van de verhalen
De eerste elf verhalen bevatten diverse thema's, meestal staat een uitvinding van professor Barabas centraal. Het zijn ook deze verhalen die, ofschoon reeds als album verschenen, in 1983 in het stripweekblad Eppo werden gepubliceerd. 
Vanaf album 12 (De gouden stuntman uit 1967) neemt het verhaal een andere wending en krijgt Jerom een andere rol: duidelijker die van een superheld, met een goudkleurig pak en cape en een vliegende atoommotor. Zijn bijnaam wordt dan ook De Gouden Stuntman. Een geheim genootschap van miljonairs, Morotari, heeft Jerom, Tante Sidonia en professor Barabas gevraagd om over de hele wereld hulp te bieden aan degenen die in nood zijn. Morotari (MOderne ROnde TAfelRIdders) is een moderne Orde van de Ronde Tafel, de leden zijn gemaskerd. Arthur is de president van Morotari, Tante Sidonia bedient de radio en radar en professor Barabas zorgt voor de uitvindingen. Er is ook een hoofdrol weggelegd voor een nieuw personage: Odilon, het klunzige hulpje van De Gouden Stuntman en zoon van president Arthur. De jongen wordt geïntroduceerd in De vuurberg van Itihat (1968) als hij van een kostschool naar Morotari terugkeert. Af en toe komt professor Rosarius voor in de albums.
De ridders van Morotari gaan met pensioen in Kolo de koala (1980). De Morotariburcht wordt verlaten en Jerom en Odilon zetten hun werk als Gouden Stuntman en zijn hulpje voort in kasteel Helpendael met ondersteuning van Ingelein, de nieuwe secretaresse. In Helpendael is een laboratorium waar je de gehele wereld kan zien, horen en voelen. Mensen in nood kunnen bellen naar de gouden telefoon.

## Voortzetting
De serie werd vanaf 1982 voortgezet en in een moderner (oranje) jasje gestoken onder de titel De wonderbare reizen van Jerom. In De tijmtrotter draagt Jerom de taak van Gouden Stuntman over aan Odilon en krijgt een tijmtrotter cadeau van professor Barabas als afscheidscadeau. Met deze tijmtrotter kan Jerom door de tijd en ruimte reizen. Na dit album gaat de reeks door met een totaal nieuwe cast van personages. Dolly, de tovenaar Astrotol en de tweeling Boskop en Femke hebben, samen met Jerom, de hoofdrol. Na 36 albums werd uiteindelijk ook deze reeks stopgezet. 
Van 2008 tot 2014 bracht uitgeverij Adhemar een reeks van 40 niet eerder in het Nederlands uitgegeven Jerom-albums op de markt. Telkens met een oplage van ongeveer 1250 exemplaren. Het gaat om vertaalde Duitse Jerom-verhalen uit de 'Gouden Stuntman'-periode in een groene albumcover (vergelijkbaar met de eerste Jerom-reeks). Tevens is in 2014 begonnen met een spin-off van de reeks: J.ROM - Force of Gold.

## In andere stripreeksen
- Jerom treedt in de Suske en Wiske-hoofdreeks ook enkele keren op als zijn alter ego van de Gouden Stuntman, bijvoorbeeld in De kattige kat en Het kregelige ketje. Hij gaat in deze verhalen niet mee op avontuur, maar komt snel te hulp als de situatie daar om vraagt.
- In De Galapagosgassen is Jerom ook op reis en kan zijn vrienden daarom niet helpen. De stuntmotor van Jerom wordt door professor Barabas aangepast en hiermee reist robot XT-9 naar de Galapagoseilanden. Dezelfde motor wordt ook gebruikt in Spruiten voor Sprotje.
- Geduvel op de heide (2022) is het zesde album uit de hommage-reeks van Suske en Wiske. Dit verhaal grijpt terug op het oudere album De duistere diamant (1958) en het album De verborgen kroon (1962) uit de Jerom-stripreeks.
- In De gulden krijger speelt Jerom een superheld die superkrachten krijgt nadat hij in een gouden meer is gevallen.

## Vertalingen
De stripalbums van Jerom worden ook in andere landen uitgegeven:
- Frankrijk - Jérôme
- Duitsland - Wastl (waar beduidend meer en andere verhalen zijn opgenomen)
- Griekenland - Zerom